# Klisura (gmina Surdulica)
Klisura (cyr. Клисура) – wieś w Serbii, w okręgu pczyńskim, w gminie Surdulica. W 2011 roku liczyła 206 mieszkańców.